# Fermo Favini
Fermo Favini, detto Mino (Meda, 2 febbraio 1936 – Meda, 23 aprile 2019), è stato un dirigente sportivo e calciatore italiano, di ruolo attaccante.

## Carriera

### Giocatore
Cresce tra le file del Meda, società con cui debutta in IV Serie nel 1953.
Passa quindi al Como, in Serie B, con cui disputa tre campionati, per poi trasferirsi al Brescia, sempre nel campionato cadetto e sempre per un triennio.
Il debutto in Serie A avviene con il passaggio all'Atalanta nella quale diventa titolare.
Ritorna quindi al Brescia, dove disputa altri tre campionati di Serie B e contribuisce a far salire le Rondinelle in Serie A, ottenendo la sospirata promozione nel massimo campionato, termina la carriera da calciatore alla Reggiana, sempre in Serie B.

### Dirigente
Terminata la carriera da calciatore, cominciò a lavorare come dirigente nei settori giovanili. I principali risultati arrivano con il Como, dove diventa responsabile dell'intero settore giovanile e sotto la sua gestione emergono giocatori come Pietro Vierchowod, Luca Fusi, Stefano Maccoppi, Enrico Annoni, Paolo Annoni, Giovanni Invernizzi, Roberto Galia, Marco Simone, Francesco Pedone, Egidio Notaristefano, Andrea Fortunato, Diego De Ascentis, Luigi Sala, Stefano Borgonovo, Silvano Fontolan, Enrico Todesco, Giacomo Gattuso, Mattia Collauto, Oliviero Garlini, Simone Braglia, Pierantonio Bosaglia, Oreste Didonè, Alessandro Scanziani, Gianfranco Matteoli e Gianluca Zambrotta.. Dichiarò più volte che le qualità di un buon giocatore secondo lui erano: tecnica, spirito di sacrificio e fisico, oltre all'educazione. 
All'inizio degli anni novanta accetta la proposta del presidente atalantino Antonio Percassi e si trasferisce a Bergamo, facendo del settore giovanile atalantino uno dei più floridi dell'intera Europa, e confermandosi  come uno dei migliori talent-scouts italiani.
Al termine della stagione 2014-2015, all'età di 79 anni e dopo 24 stagioni in neroazzurro, Mino lascia l'Atalanta. In quasi tre decenni son cresciuti sotto la sua direzione decine di giocatori che poi hanno avuto diverse fortune tra i professionisti: su tutti si ricordano negli anni '90 Domenico Morfeo, Alessio Tacchinardi, Massimo Donati, Luciano Zauri e i gemelli Cristian e Damiano Zenoni, la nidiata degli anni 2000 con Riccardo Montolivo, Giampaolo Pazzini, Rolando Bianchi, Simone Padoin, Alex Pinardi e Ivan Pelizzoli e infine a cavallo degli anni 2010 il gruppo di ragazzi che successivamente riporterà gli orobici a disputare competizioni europee, come Davide Zappacosta, Mattia Caldara, Franck Kessié, Roberto Gagliardini, Andrea Conti e Andrea Colpani.
Dopo aver fatto un breve ritorno al Como per collaborare col settore giovanile guidato dai suoi ex pupilli lariani Silvano Fontolan e Roberto Galia, muore il 23 aprile 2019 a 83 anni, per i postumi di un ictus occorsogli qualche settimana prima. Nel giugno 2023 gli è stato intitolato lo stadio della città natale.

## Palmarès

### Club

#### Competizioni nazionali
- Serie B: 1

Brescia: 1964-1965